# Sigeberto II de Essex
Sigeberto II, apodado el Bueno (Bono) o el Bendito (Sanctus), fue rey de los sajones del este (r. c. 653 a ? 660 x 661). Sucedió a su pariente Sigeberto I el Pequeño. A pesar de que se había creado un obispado en Essex bajo Melito, el reino había recaído en el paganismo y fue durante el reinado de Sigeberto cuando se produjo una sistemática conversión. Beda Historia ecclesiastica gentis Anglorum, Libro III, capítulo 22, es virtualmente la única fuente disponible.

## Familia
Aparte de referirse a un extraño parentesco, Beda ofrece poca ayuda para determinar las conexiones familiares de Sigeberto. En un análisis comparativo del material, Barbara Yorke sugiere que Sigeberto pudo haber sido hijo de Sæward y padre de Sigehre.

## Poder y conversión

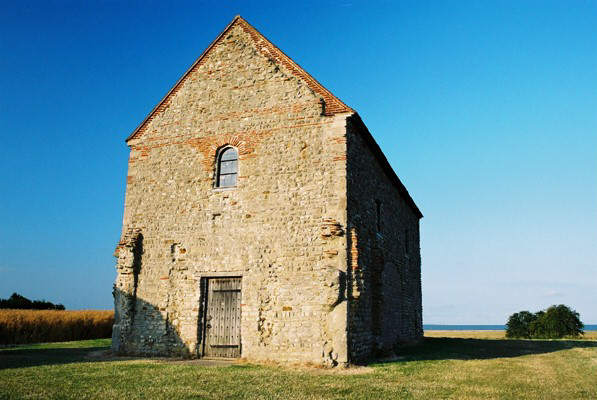
Capilla de Saint Peter-on-the-Wall, Bradwell-on-the-Sea hoy. Foto por Michael Rogers, 2002.

Sigeberto encontró un poderoso amigo y aliado en el norte (amicus) en el rey Oswiu de Bernicia (r. 642-670). La afirmación de Beda de que Sigeberto visitaba regularmente la corte berniciana y la naturaleza genérica de la influencia de Oswiu en la carrera de Sigeberto, sugieren que el equilibrio de poder estaba a favor de Oswiu. Oswiu pudo haber pretendido la alianza para ayudarle a resistir más eficazmente contra Penda de Mercia, como también lo siguiere su alianza con Peada, hijo de Penda y rey de los Anglos medios.
El retrato de Beda debe mucho a su interés en la conversión de Essex. Pagano en su acceso al trono, Sigeberto fue instado por Oswiu a renunciar a sus creencias y aceptar el cristianismo. Como Peada, él y sus seguidores fueron bautizados por el Obispo Finan en una de las propiedades de Oswiu llamada Ad Murum (presumiblemente en la región del Muro de Adriano, posiblemente Walbottle), a 12 millas de la costa este. La ceremonia pudo tener lugar en 653 o 654, antes del ataque de Penda.
A petición de Sigeberto, Oswiu envió misioneros a evangelizar Essex. El grupo fue dirigido por Cedd, recientemente llamado de su misión entre los Anglos medios, y otros tres sacerdotes. Sus esfuerzos se consideraron tan fructíferos que cuando Cedd visitó a Finan en Lindisfarne,  fue consagrado obispo de Essex. Cedd prosiguió fundando comunidades en Tilaburg (probablemente Tílburi Del este) y Ithancester (casi ciertamente Bradwell-on-Sea). Estas actividades trajeron una extensión de la autoridad de la iglesia de Lindisfarne hacia el sur, lo que se ha considerado como una oportunista colonización berniciana de la región".

## Asesinato
Beda relata como Sigeberto se había convertido en un rey piadoso que practicaba el perdón cristiano, pero fue asesinado por su actitud. Los culpables fueron sus propios parientes (propinqui), dos innombrados hermanos, enfadados con el rey «porque estaba muy dispuesto a perdonar a sus enemigos». Cedd había excomulgado a uno de los hermanos por estar casado fuera de la ley y prohibió a cualquiera entrar en su casa o cenar con él. Desatendiendo las palabras del obispo, Sigeberto aceptó una invitación de los hermanos para disfrutar de la hospitalidad en su casa. Cuando se encontró a Cedd en la carretera, se postró ante el santo y le pidió perdón, pero Cedd profetizó que el rey moriría en la casa por su desobediencia. 
Las circunstancias políticas sugieren un escenario un poco diferente. Con la expulsión de Oswiu, el control de Bernicia sobre los asuntos de Essex se debilitó y, por ello, cuando el sucesor de Sigeberto Swithhelm, hijo de Seaxbald, necesitó un candidato para patrocinar su bautismo, se dirigió al rey de Estanglia. Un cambio de lealtad o afiliaciones políticas entre la élite gobernanta sajona puede ayudar explicar el contexto de la muerte de Sigeberto. Barbara Yorke incluso levanta la posibilidad que Swithhelm tuviera algo que ver con el asesinato y que él y su hermano Swithfrith fueran los dos hermanos relatados por Beda.
La fecha de la muerte de Sigeberto es desconocida, aunque, como mucho, tuvo que haber ocurrido antes de 664, en cuya fecha sabemos que Swithhelm estaba muerto.